# George von der Decken

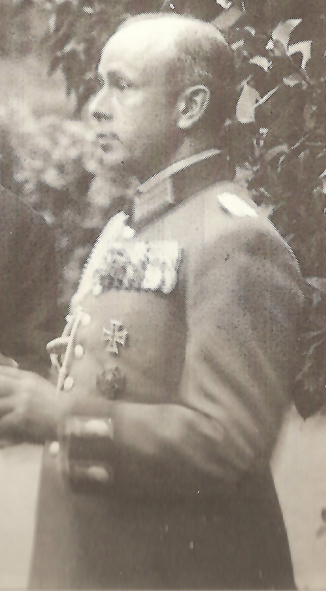
George von der Decken bei den Wagnerfestspielen in Bayreuth (1937)

George Friedrich Kurt von der Decken (* 6. März 1898 in Bückeburg; † 17. April 1945 in Spremberg) war ein deutscher Offizier.

## Leben

### Kaiserreich und Weimarer Republik
George von der Decken entstammte der hannoverschen Adelsfamilie von der Decken, die sich nach dem Krieg von 1866 in Sachsen niederließ. Einer Quelle zufolge hatte er Wurzeln im welfischen Adel. Sein Vater Georg Wilhelm Fritz von der Decken (1857–1928) war zeitweise der Hofkammerpräsident von Bückeburg. Außerdem führte er den Titel eines fürstlich-schaumburgisch-lippischen Kammerherren. Die Mutter Alexandrine (* 1860) war eine geborene von Anderten. Aus der Ehe der Eltern, die am 19. Mai 1892 in Hannover geschlossen wurde, gingen außer George noch zwei ältere Geschwister hervor: Luise Lisette Hedwig Ida (* 1893) und Friedrich-Adolf Volkmar (* 1894).
Von der Decken trat als Jugendlicher in die Preußische Armee ein und erhielt während des Ersten Weltkrieges am 1. August 1917 sein Offizierspatent. Am 31. Dezember 1917 wurde er zum Leutnant befördert und für sein Wirken während des Krieges mit beiden Klassen des Eisernen Kreuzes und des Friedrich-August-Kreuzes, dem Braunschweiger Kriegsverdienstkreuz II. Klasse und dem Kreuz für treue Dienste ausgezeichnet.
Nach dem Krieg und dem Zusammenbruch des Kaiserreiches wurde er in die Reichswehr übernommen. Dort wurde von der Decken zunächst dem 13. (Preußisches) Reiter-Regiment zugeteilt und 1. April 1925 zum Oberleutnant befördert. In den späten 1920er und frühen 1930er Jahren fungierte er als Regimentsadjutant.

### Nationalsozialismus
Ende Januar/Anfang Februar 1933 wurde von der Decken im Zuge der personellen Umbesetzung der Führungsspitze des Reichswehrministeriums durch die am 30. Januar 1933 berufene Regierung Hitler zum Heeresadjutanten des Reichswehrministers ernannt. Von der Deckens Amt war dabei eines von fünf Ämtern in der Militärführung, die die Regierung Hitler unmittelbar nach ihrem Antritt zur Festigung ihrer Machtstellung neu besetzen ließ: Die weiteren Ämter waren das des Reichswehrministers, das des Chefs des Ministeramtes im Reichswehrministerium, das des Marineadjutanten des Reichswehrministers und das des Luftwaffenadjutanten des Reichswehrministers. Von der Deckens neuer Chef und neuer Reichswehrminister wurde der den Nationalsozialisten zuneigende General Werner von Blomberg, der General Kurt von Schleicher ablöste, der zuvor in Personalunion das Amt des Reichswehrministers und das des Reichskanzlers ausgeübt hatte (im Amt des Chefs des Ministeramtes ersetzte der pro-nationalsozialistische Oberst von Reichenau den Schleicher-Anhänger Ferdinand von Bredow. Neuer Marineadjutant wurde Hubert Freiherr von Wangenheim, Luftwaffenadjutant Karl Boehm-Tettelbach). Mit der Ersetzung des Chefs der Wehrmachtabteilung im April 1933 und der Ersetzung des Heereschefs im Frühjahr 1934 wurde das Revirement der Führung der Reichswehr durch den Nationalsozialisten gewogene Persönlichkeiten abgeschlossen.
In den folgenden fünf Jahren war von der Decken als einer der engsten Mitarbeiter von Blombergs maßgeblich an der Organisation des Aufbaus der nationalsozialistischen Wehrmacht beteiligt. In Anerkennung seiner bedeutender gewordenen Stellung wurde er am 1. April 1933 zum Hauptmann befördert.
Am 30. September 1936 wurde von der Decken zum Ersten Adjutanten von Blombergs ernannt, der mit der Koordination der Adjutanten für die drei Teilstreitkräfte betraut war. Am 1. Oktober 1936 wurde er zum Major befördert. Mit dem Sturz von Blombergs in der Blomberg-Fritsch-Krise Anfang 1938 wurde auch von der Decken aus der Leitung des Reichswehrministerium entfernt.
Am 1. August 1938 wurde von der Decken zum Kommandanten des Krad-Schützen-Bataillons Nr. 2 versetzt, das er bis zum 1. Februar 1939 führte. Während des Zweiten Weltkrieges wurde von der Decken unter anderem vom 15. Mai 1941 bis zum 25. Oktober 1941 bei der Panzergruppe IIa eingesetzt. Am 1. Januar 1942 wurde er zum Oberst befördert.
George von der Decken starb am 17. April, kurz vor Kriegsende, bei Kampfhandlungen. Wolfgang Paul zitiert einen Augenzeugenbericht zu von der Deckens Tod, der nahelegt, dass er angesichts der unmittelbar bevorstehenden Kriegsniederlage nicht mehr weiterleben wollte und bewusst den „einem Offizier angemessenen“ Tod im Kampf gesucht habe: „Oberst von der Decken stieg auf die Böschung und zeigte sich, hoch aufgerichtet, das Gesicht ohne Regung, solange dem Feind, bis er die Kugel erhielt, durch die er den Soldatentod fand und seinen Frieden mit der Welt, die ihn nichts mehr anging.“

### Falschmeldung von der Ermordung Deckens während des „Röhm-Putsches“
Nach der politischen Säuberungswelle der Nationalsozialisten vom Frühsommer 1934 („Röhm-Putsch“), in deren Verlauf zahlreiche tatsächliche und vermeintliche Gegner liquidiert wurden, wurde auch von der Decken in der ausländischen Presse und der deutschen Exilliteratur aus ungeklärten Gründen vielfach als eines der Opfer des Mordgeschehens genannt, von dem er tatsächlich völlig unberührt blieb. Da von der Decken in den betreffenden Werken auffällig häufig fälschlich die Stellung eines Adjutanten – oder auch eines „Mitarbeiters“, „Vertrauten“ oder eines „Bürochefs“ – von Hitlers Vizekanzler Franz von Papen und nicht seine tatsächliche Stellung als Adjutant des Reichswehrministers von Blomberg zugeschrieben wird, ist es wahrscheinlich, dass sein Name aus Versehen von irgendeinem Beobachter des Geschehens vom Juni/Juli 1934 mit einer anderen Person in Verbindung gebracht wurde und anschließend als „Wanderfehler“ in einer Totenliste nach der anderen auftauchte. Für diese Annahme spricht, dass tatsächlich mehrere Mitarbeiter Franz von Papens, die als Adjutanten bzw. in adjutantenähnlicher Stellung tätig waren, ermordet und/oder verhaftet wurden – ermordet wurden Papens Redenschreiber Edgar Jung und der Leiter der Presseabteilung von Papens Kanzlei Herbert von Bose. Verhaftet wurden Papens Adjutanten Fritz Günther von Tschirschky und Friedrich Carl von Savigny sowie der Presseassistent Walter Hummelsheim.